# Montrouziera
Montrouziera é um género botânico pertencente à família Clusiaceae. Plantas endêmicas na Nova Caledônia.

## Espécies
Formado por 7 espécies:
| - Montrouziera cauliflora - Montrouziera gabriellae - Montrouziera rhodoneura - Montrouziera robusta | - Montrouziera sphaeroidea - Montrouziera spheraeflora - Montrouziera verticillata |

## Nome e referências
Montrouziera Planch. & Triana